# Văn phòng Thủ tướng (Thái Lan)
Văn phòng Thủ tướng (Viết tắt: OPM; tiếng Thái: สำนักนายกรัฐมนตรี, RTGS: Samnak Nayok Ratthamontri) là cơ quan hành pháp trung ương trong Chính phủ Vương quốc Thái Lan. Nó được phân loại là một phòng nội các và được lãnh đạo bởi thư ký thường trực. Trách nhiệm chính của nó là hỗ trợ Thủ tướng Thái Lan trong vai trò người đứng đầu chính phủ và chủ tịch của Nội các Thái Lan.